# 聯合國託管理事會
联合国托管理事会是联合国负责监督託管领土行政管理的机构，成立於1945年。成立託管制度的目的是進行去殖民，使託管领土朝自治或独立的方向發展，尊重託管领土居民的自決。被託管的国家大多是国际联盟时期的委任统治地，或是某些第二次世界大战期間被战败国軍事占领的地区。
在最後一个托管领土于1994年10月独立並成為聯合國成員國後，联合国託管理事会已经完成其历史使命，暂停运作。但由於明載於《联合国宪章》，託管理事会仍继续「存在」，其正式结束運作須待《联合国宪章》之修訂。

## 歷史

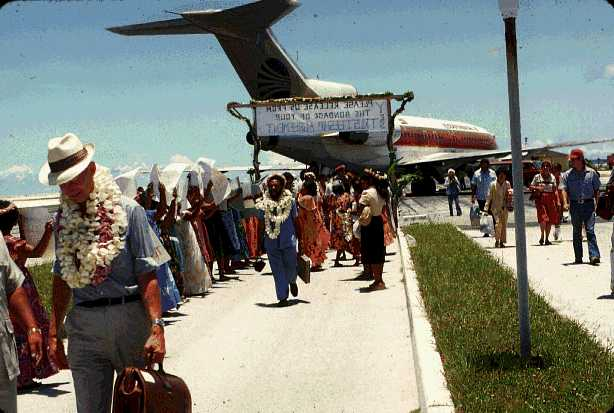
到達太平洋群島託管地馬久羅的聯合國視察團

聯合國託管理事會於1945年成立，其目的是監督聯合國託管制度下的屬地非殖民化進程。最終，11塊屬地被劃歸託管，其中七個在非洲、四個在大洋洲。在這11塊託管地中，有十塊是國際聯盟的託管領土，而第11塊則是義屬索馬利蘭。
1948年3月，隨著英國對巴勒斯坦的統治結束，美國提出將巴勒斯坦託管地置於聯合國託管制度下；然而美國並沒有嘗試實踐這個建議，致使以色列宣佈成立，計劃以失敗告終。
根據《聯合國憲章》，託管理事會是由所有負責管理託管領土的聯合國成員國、五個安理会常任理事國、以及與有託管領土國家數量相等的無託管領土國家組成。每當一塊託管領土獲得獨立時，託管理事會的規模就會縮小。當所有託管領土都獲得獨立後，託管理事會的成員就只剩下五個安理会常任理事國。
1971年11月中华人民共和国取代中华民国在联合国席位后，拒绝承认联合国托管殖民地的合理性，拒绝参加联合国托管理事会的工作。直至1989年5月25日，中国常驻联合国副代表俞孟嘉首次出席联合国托管理事会会议。 
在最後一个托管领土帕劳（曾經是太平洋群島託管地的一部份）于1994年10月独立後，託管理事會便失去了功能。因此，联合国決定暂停託管理事會的运作。

## 現狀
隨著使命的完成，聯合國託管理事會於1994年11月1日正式停止運作。雖然此機構在《联合国宪章》下仍然能夠繼續存在，但其在未來的作用，甚至是否仍然存在將會是一個未知數。托管理事会于2023年12月5日第74届会议第1719次会议上，任命了现主席（2025年）詹姆斯·卡里乌基（James Kariuki），副主席娜塔莉·布罗德赫斯特·埃斯蒂瓦尔（Nathalie Broadhurst Estival）。這些人員目前唯一的職責是參與联合国大会，與其他聯合國機構的負責人會面。起初聯合國託管理事會的高層每年都會出席联合国系统的高層會議，但聯合國於2004年更改了這個規定。聯合國於發表的新聞稿中指出：
理事會修訂了議事規則，並減少的託管理事會要覆行的義務。每年如常舉行一次會議，但託管理事會主席能決定是否出席。若大部份託管理事會成員同意出席或聯合國大會或安全理事會要求出席，則他們需要出席會議。

## 未來前景
聯合國需要修改《聯合國憲章》才能正式取消託管理事會，而修改《聯合國憲章》將會花費不少時間和人力，所以託管理事會才能不被取消。因此，聯合國正在考慮為託管理事會增加其他功能。
全球治理委員會於1994年的報告建議擴張託管理事會。他們建議將託管理事會的監管範圍擴大至佔地球面積三分之二的全球公地，即海洋和南極洲；而託管理事會的職責就是保護這些全球公地自然環境之完整。
而另一方面，2005年3月，聯合國秘書長科菲·安南建議進行联合国改革，改革內容包括擴張联合国安全理事会和完全取消託管理事會。安南表示，廢除的原因是託管理事會現在因沒有任何活動而處於暂停运作的狀態，所以廢除是合理。